# Ochyraea
Ochyraea là một chi rêu thuộc họ Amblystegiaceae.

## Các loài
Chi này có các loài sau (tuy nhiên danh sách này có thể chưa đủ):
- Ochyraea alpestris (Sw. ex Hedw.) Ignatov & Ignatova
- Ochyraea cochlearifolia (Venturi) Ignatov & Ignatova
- Ochyraea duriuscula (De Not.) Ignatov & Ignatova
- Ochyraea mollis (Hedw.) Ignatov
- Ochyraea montana (Lindb.) Ignatov & Ignatova
- Ochyraea norvegica (Schimp.) Ignatov & Ignatova
- Ochyraea smithii (Sw.) Ignatov & Ignatova
- Ochyraea tatrensis, Vána